# سنت جانز (میشیگان)
سنت. جونز، میشیگان (به انگلیسی: St. Johns, Michigan) یک شهر در ایالات متحده آمریکا با جمعیت ۷٬۸۶۵ نفر است که در میشیگان واقع شده‌است.

## موقعیت جغرافیایی
موقعیت جغرافیایی شهرها و مناطق اطراف به شرح زیر است: